# ذو الساقين الإبرية
ذو الساقين الإبرية (الاسم العلمي: Stylodipus)، جنس قوارض من فصيلة اليربوعيات. يحتوي الجنس على الأنواع التالية:
- يربوع أندروز ثلاثي الأصابع (Stylodipus andrewsi)
- يربوع منغولي ثلاثي الأصابع (Stylodipus sungorus)
- يربوع سميك الذيل ثلاثي الأصابع (Stylodipus telum)